# La Plana de Sant Jordi
La Plana de Sant Jordi és un espai natural protegit situat molt a prop de la costa al nord del municipi de l'Ametlla de Mar (Baix Ebre). És una extensa plana de 256 hectàrees de superfície, amb un gran valor paisatgístic i un notable valor botànic. Conserva encara una significativa mostra de les formacions vegetals espontànies. S'estén al sud del coll de Balaguer, des del cap del Terme a l’Ametlla de Mar i entre els contraforts de la serra de la Mar i la Mediterrània. En síntesi, l’espai es troba delimitat per la carretera N-340, el barranc de les Llises, l’antiga carretera N-340 i el límit de sòl urbanitzable. Va ser inclòs al Pla d'espais d'interès natural (PEIN), aprovat pel govern de la Generalitat l'any 1992.
La terminació de la plana en la línia de costa forma una costa rocosa, amb petites cales codoloses o sorrenques (Sant Jordi, Calafató) i petits estanyols salabrosos originats per la desembocadura d'alguns torrents. S'hi troba el castell de Sant Jordi d'Alfama, una fortalesa de defensa construïda a la primera meitat del segle XVIII.

## Flora
El poblament vegetal presenta una singular riquesa d'elements mediterranis meridionals. La màquia de garric i margalló (Querco-Lentiscetum), que en altres temps devia ocupar més extensió, està actualment força malmesa, encara que algunes espècies, com ara el mateix margalló, hi són bastant abundants. Les comunitats que ocupen més extensió són la brolla de romaní i el bruc d’hivern amb albada (Anthyllido-Cistetum clusii) i l’erm d’agulles i l’escil·la obtusifòlia (Scillo-Erodietum sanguis-christi). De la primera cal destacar l'espart (Macrochloa tenacissima) i Anagallis monelli, i de la segona Erodium sanguis-christi i Scilla obtusifolia, plantes molt rares i que assoleixen en aquesta zona un dels límits de distribució més septentrionals.

## Fauna
L’ornitofauna és composta principalment per les espècies característiques de brolles i garrigues mediterrànies, entre les quals destaquen la tallareta cuallarga i els tallarols trencamates, de garriga, el capnegre i l'emmascarat. També són representatius d’aquest ambient el trobat i el còlit ros, a més de la perdiu, la qual és sotmesa a un intens règim cinegètic.